# Mustafa III.
Mustafa III. (28. siječnja 1717. – 21. siječnja 1774.), turski sultan
Mustafa III. postaje sultan 30. listopada 1757. poslije smrti rođaka Osmana III.
Cijelu svoju vladavinu on provodi u pokušaju modernizacije države kako bi se spriječilo daljnje propadanje. U svrhu takvih politike on u Tursku dovodi strane savjetnike kako bi pripomogli s reformama. Praktički cijela njegova vladavina je provedena u miru koji biva prekinut tek pred smrt početkom rata s Rusijom.
Naslijeđen je od brata Abdul Hamida I. kome svojom smrću u nasljedstvo prepušta taj neželjeni rat.
| Prethodnik: | Vladar Osmanskog Carstva (1757. – 1774.) | Nasljednik:    |
| Osman III.  | Vladar Osmanskog Carstva (1757. – 1774.) | Abdul Hamid I. |